# Trpezi
Trpezi este un sat din comuna Petnjica, Muntenegru. Conform datelor de la recensământul din 2003, localitatea are 773 de locuitori (la recensământul din 1991 erau 1274 de locuitori).

## Demografie
În satul Trpezi locuiesc 547 de persoane adulte, iar vârsta medie a populației este de 33,8 de ani (33,5 la bărbați și 34,1 la femei). În localitate sunt 184 de gospodării, iar numărul mediu de membri în gospodărie este de 4,20.
|  |

| Demografie | Demografie | Demografie |
| An         | Locuitori  | Locuitori  |
| ---------- | ---------- | ---------- |
|            |            |            |
|            |            |            |
|            |            |            |
|            |            |            |
| 1948       | 1063       |            |
| 1953       | 1223       |            |
| 1961       | 1281       |            |
| 1971       | 1263       |            |
| 1981       | 1481       |            |
| 1991       | 1274       | 1199       |
| 2003       | 1416       | 773        |

| \| Componența etnică conform recensământului din 2003[2] \| Componența etnică conform recensământului din 2003[2] \| Componența etnică conform recensământului din 2003[2] \| Componența etnică conform recensământului din 2003[2] \| Componența etnică conform recensământului din 2003[2] \| \| ----------------------------------------------------- \| ----------------------------------------------------- \| ----------------------------------------------------- \| ----------------------------------------------------- \| ----------------------------------------------------- \| \| \| \| \| \| \| \| Bosniaci \| Bosniaci \| \| 613 \| 79,3% \| \| Musulmani \| Musulmani \| \| 137 \| 17,72% \| \| Muntenegreni \| Muntenegreni \| \| 10 \| 1,29% \| \| necunoscută \| necunoscută \| \| 4 \| 0,51% \| |              |  |     |        |
| Componența etnică conform recensământului din 2003 |              |  |     |        |
| |              |  |     |        |
| Bosniaci | Bosniaci     |  | 613 | 79,3%  |
| Musulmani | Musulmani    |  | 137 | 17,72% |
| Muntenegreni | Muntenegreni |  | 10  | 1,29%  |
| necunoscută | necunoscută  |  | 4   | 0,51%  |